# Université Paris-VIII-Vincennes-Saint-Denis
L'université Paris-VIII-Vincennes-Saint-Denis — autrefois connue sous le nom « université de Vincennes » et  « université Paris-VIII-Vincennes » et actuellement sous celui de « Paris 8, université des créations », — est une université française fondée en 1971 spécialisée dans les sciences humaines et sociales.
Elle est installée sur plusieurs sites au nord de Paris, principalement à Saint-Denis, ainsi qu'à Aubervilliers, Montreuil et Tremblay. Elle est l'héritière du Centre universitaire expérimental de Vincennes créé dans la foulée du mouvement de 1968 pour être un foyer d'innovation ouvert au monde contemporain, où se sont investies de nombreuses personnalités intellectuelles de l'époque, dont de nombreux représentants de la French Theory. L'université Paris-VIII est déménagée à Saint-Denis en 1980, contre la volonté de ses membres.
L'université de Paris-VIII fait partie du réseau d'universités européennes « European Reform Universities Alliance » (ERUA) depuis 2020.

## Histoire de l'université

### Création du centre universitaire expérimental de Vincennes (1968-1970)
L'histoire de « Paris 8 » commence au Centre universitaire expérimental de Vincennes créé à l'automne 1968, dans l'après mai 68. Des personnalités comme Madeleine Rebérioux, Hélène Cixous, Gilles Deleuze, Jean-François Lyotard, André Miquel, Jean Douchet s'y impliquent. Si, pour le général de Gaulle, il s'agit de mettre à l'écart les étudiants les plus contestataires, son ministre de l'Éducation nationale Edgar Faure est, de son côté, intéressé par la proposition d'un Centre universitaire expérimental que lui fait un collectif de professeurs de l'université de Paris animé par Raymond Las Vergnas, doyen de la Faculté des lettres de Paris.
Le 7 décembre 1968, le décret portant création d'un centre universitaire ayant statut de faculté à Vincennes est publié. Le centre universitaire expérimental de Vincennes, ouvert aux non-bacheliers, accueille ses premiers étudiants en janvier 1969, sur un terrain appartenant à la ville de Paris.
Expérimental, le centre universitaire de Vincennes ré-envisage les rapports traditionnels entre professeurs et étudiants (professeurs et élèves se voient comme des « camarades ») mais aussi entre l'université et le monde extérieur : l'université est ouverte aux non-bacheliers et elle est aussi largement ouverte aux étrangers.
Ses enseignements sont souvent inédits à l'université et le centre universitaire expérimental de Vincennes propose des départements encore jamais vus dans l'université française, tels que le cinéma, la psychanalyse, les arts plastiques, le théâtre, l'urbanisme, l'hypermédia, l'intelligence artificielle, etc.
Ses choix pédagogiques sont innovants : instauration des « unités de valeur » (UV), ancêtres des unités d'enseignements (UE), (semestriels et capitalisables, très en avance sur leur temps), stricte égalité des services entre enseignants quel que soit le statut (« les maîtres-assistants en font autant que les professeurs »), très peu de cours en amphithéâtre, pas de distinction entre cours magistraux et travaux dirigés. Certains départements et enseignants suppriment les traditionnels contrôles sur table et les échelles courantes d'évaluation. Une de ses innovations pédagogiques est la pluridisciplinarité, qui permet notamment des collaborations entre des enseignants et chercheurs de disciplines aussi diverses que la philosophie, la sociologie, les mathématiques, la littérature et l'histoire.
Le 9 juin 1969, les dispositions de la loi Faure du 12 novembre 1968 qui remplace les facultés par des universités divisées en unités d'enseignement et de recherche (UER) sont étendues au centre universitaire expérimental de Vincennes, ayant alors le statut de faculté. Il prévoit ainsi le remplacement du centre universitaire expérimental de Vincennes par une « Université de Vincennes », dès l'établissement de ses statuts en tant qu'établissement public à caractère scientifique et culturel – au même titre que les autres universités et facultés démantelées.
Le 18 juin 1969, l'élection des délégués étudiants et enseignants à l'assemblée générale constitutive de l'université de Vincennes sont reportées au 26 juin suivant après la destruction de l'ensemble des urnes par des étudiants du département de philosophie.

### L'université de Vincennes (1970-1980)
L'université de Vincennes est créée à la suite de l'établissement de ses statuts en assemblée générale constitutive du 26 juin 1969. En conséquence, le ministère de l'Éducation nationale acte l'entrée en application des décrets de création et de fonctionnement de l'université de Vincennes le 1er juillet 1969. Par décret du 17 décembre 1970, l'université de Vincennes est érigée en établissement public à caractère scientifique et culturel en tant qu'université Paris-VIII à compter du 1er janvier 1971. Elle est nommée « université de Vincennes », ou « université Paris-VIII-Vincennes »,.
Un des traits souvent signalés comme étant caractéristiques de l'université de Vincennes est sa forte politisation. Communistes, maoïstes et d'autres courants de la gauche (mais aussi hors de la gauche) se trouvent plus ou moins présents dans les différents départements, ce qui n’est pas sans conséquences dans les relations pédagogiques (enseignants-étudiants), les relations au sein de chaque département (enseignants-enseignants), les relations université-ministère, et même dans le contenu des enseignements (en particulier en philosophie et sciences humaines). La gestion de l'université est ainsi caractérisée par l'affrontement entre les mouvements gauchistes maoïstes, trotskistes, etc., qui refusent de participer à cette gestion, et les communistes et leurs alliés (socialistes et non engagés) qui l'estiment nécessaire à la survie de l'université.
En 1979, les « non-participationnistes » présentent des listes de candidats aux élections universitaires, mettant fin de fait à cette coupure.
Jusqu'en 1980, différents événements se succèdent avant la fermeture définitive de l'université de Vincennes : l'affaire dite de la drogue où des personnes infiltrent régulièrement l'établissement pour vendre de la drogue aux étudiants à l'abri de la police ; la vente libre de produits alimentaires au mépris des règles d'hygiène ; des grèves de la faim. En outre, l'université voit peu à peu son état matériel et pédagogique se dégrader : des éléments du mobilier sont dévastés ou volés, la saleté confine à l'insalubrité, des rumeurs d'inscriptions factices, des problèmes d'évaluation des étudiants conduisent au refus d'homologation des diplômes de l'université.

### 1980: le déménagement de l'université de Paris-VIII à Saint-Denis

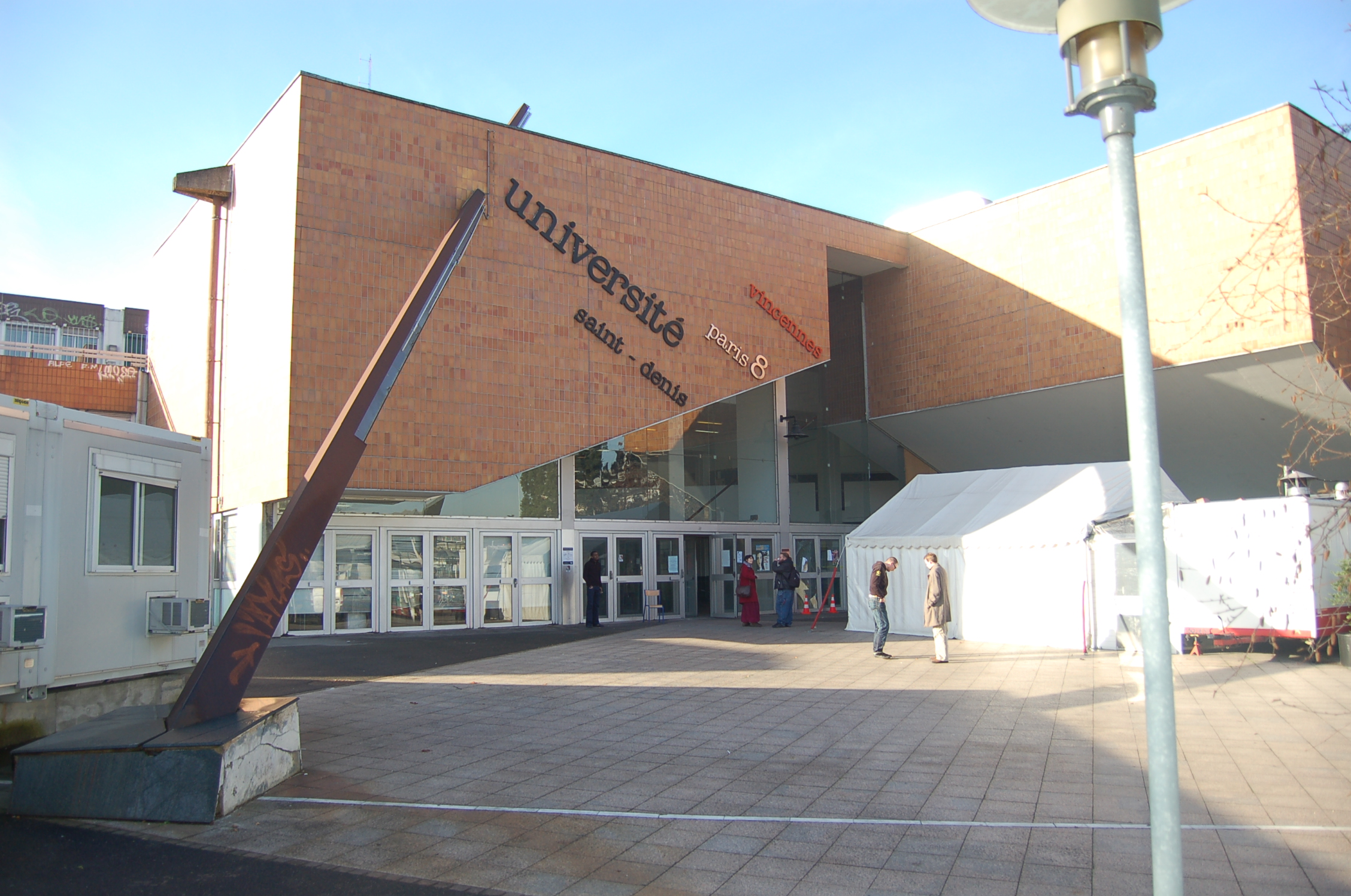
Sur le site de Saint-Denis, entrée de l'université entre 1981 et 1998, aujourd'hui détruite.

En 1980, à l'initiative de Jacques Chirac, maire de Paris, et sur instruction d'Alice Saunier-Seïté, ministre des Universités dans le troisième gouvernement Barre, l'université est expulsée du bois de Vincennes, et les bâtiments sont rasés bien qu'ils fussent prévus « pour durer cinquante ans » selon les dires de Pierre Merlin, président de l'université de 1976 à 1989.
Le Canard enchaîné titre : « Alice a perdu ses facultés ». La ministre des Universités commente : « De quoi se plaignent-ils ? Leurs nouveaux bâtiments seront situés entre la rue de la Liberté, l'avenue Lénine et l'avenue Stalingrad, et ils sont chez les communistes. »
L'université Paris-VIII, qui avait refusé un déménagement à Marne-la-Vallée, est ainsi transférée à Saint-Denis à la rentrée de septembre 1980. Le déménagement se fait contre la volonté des enseignants et des étudiants de Paris-VIII,, qui parlent alors de « démantèlement » et se battent quatre ans contre le projet. Selon Bernard Charlot, du département des sciences de l'éducation, personne n'est content : « La fac ne voulait pas y aller, et la ville ne voulait pas de la fac : une fac gauchiste dans une ville communiste, vous pensez ! ».
Les premiers locaux dionysiens, placés le long d'une voie à forte circulation, sont toujours en place au début du XXIe siècle, mais le site s'est agrandi et de nouveaux locaux y sont ajoutés régulièrement afin d'assurer un accès pérenne à la population estudiantine croissante.

### Développements récents
En 1992 et 1998, l'université créent deux instituts universitaire de technologie (IUT) : l’un à Tremblay-en-France, l’autre à Montreuil.
En 1998, les deux rives de la voie rapide qui traverse le campus de Saint-Denis sont reliées par un pont qui abrite la nouvelle bibliothèque de Paris-VIII, laquelle dépasse en superficie la bibliothèque du Centre Pompidou.
En 2006, le bâtiment D sort de terre, remarquable par ses courbes et sa vêture de panneaux de verre translucide ; il abrite les unités de formation et de recherche (UFR) d'AÉS-ÉG, TES, l'IED, l'IFG ainsi que des laboratoires de recherche.
En 2008, un nouvel immeuble, de couleur rouge brique, abritant le restaurant universitaire est mis en service ; ainsi qu'un petit nombre de logements pour les étudiants étrangers et un logement de fonction.[réf. nécessaire]
En 2008, l'université ainsi que sept autres établissements de sciences humaines et sociales lancent un projet de campus afin de rassembler sur le même site un lieu de recherche commun en sciences humaines et sociales. En 2009, cet espace est baptisé « campus Condorcet » : il ouvre ses portes en 2019.[source insuffisante]
En 2009, un espace est « arborisé » au milieu de l'ensemble des nouveaux bâtiments.[réf. nécessaire] La même année, l'université perd son institut français d'urbanisme, définitivement intégré à l'université Paris-Est-Marne-la-Vallée, car il avait été transféré sur son campus en 1987.
En 2010, une « maison des étudiants », d'une surface de 730 m2, ronde et recouverte d'un treillis de métal argenté, est construite sur le campus. Elle regroupe les services liés à la vie étudiante, à la médecine préventive, au centre régional des œuvres universitaires et scolaires (CROUS), ainsi qu'aux organisations étudiantes.
En 2019, une « maison de la recherche », d'une surface de 3 616 m2, recouverte d'un treillis de métal argenté et conçue en « zéro énergie », est construite le long de la rue de la Liberté pour regrouper les activités de recherche de l'université. Elle propose un espace de séminaires, une salle de conférences sur deux niveaux descendants avec un comptoir-bar, un espace d’exposition, des locaux techniques, des espaces de réserves, un local pour bicyclettes ainsi que le logement du gardien.[réf. nécessaire]
En 2024, 19 fresques, graffitis et collages sont créés sur les murs des bâtiments de l'université par une variété d'artistes. Cette initiative s'inscrit dans un contexte étroitement lié à l'histoire de l’art muraliste. L'université a d'ailleurs été pionnière en France dans l'enseignement du graffiti, à une époque où cette forme d'expression était encore émergente. Elle demeure également le seul établissement universitaire en France à offrir une palette complète de formations et de recherches artistiques.[source insuffisante]
Au cours de cette année universitaire 2023-2024, l'université Paris-VIII a organisé la première session du « printemps de l'Université des créations » : un ensemble d'événements dans le but de célébrer son modèle original d'enseignement et de recherche, de vie sur le campus et d'engagement dans la société. L'université Paris-VIII place en effet les créations — artistiques, pédagogiques, scientifiques et méthodologiques — au cœur de son projet et de ses activités : elle cherche à favoriser la « création » en proposant de nombreuses disciplines artistiques, en développant des dispositifs d'enseignement et de recherche innovants, en déployant des pratiques novatrices qui contribuent à façonner la société par le biais d'approches interdisciplinaires et expérimentales, à la croisée des ALL - sciences humaines et sociales et des sciences et technologies.
[source insuffisante]
La même année, l'université a inauguré sa rénovation du bâtiment C, marquant ainsi la première rénovation énergétique d'un bâtiment tertiaire universitaire en France selon la méthode « EnergieSprong ». Cette initiative vise à rendre le bâtiment entièrement autonome en énergie pour tous ses usages, avec une garantie de performance sur vingt ans.[réf. nécessaire]
En 2025, le bâtiment H devrait sortir de terre pour une surface d’environ 4 700 m2. À l'instar de la « maison de la recherche », dont il sera voisin, il s'inscrit dans une perspective durable. Ce bâtiment est construit pour regrouper l'ensemble des activités de l'UFR « Arts de l'université ». Il proposera ainsi un ensemble d'équipements adaptés aux enseignements et aux pratiques artistiques. Entre autres, il comprendra une salle de spectacle, une salle de danse, une salle d’exposition, des studios de captation de son, de photographie et de tournage, diverses salles de cours et de réunion.[réf. nécessaire]

### Campus Condorcet (depuis 2009)

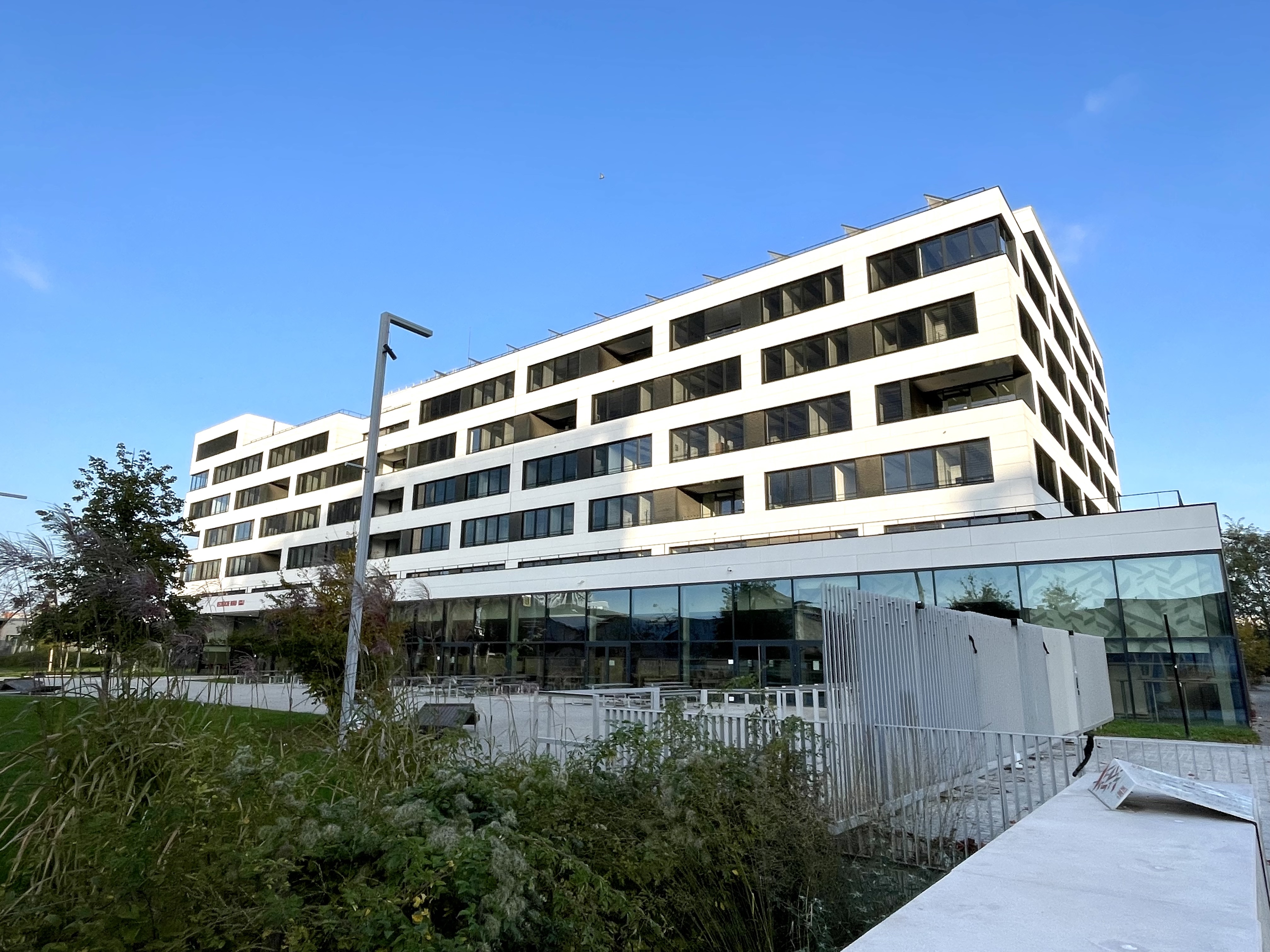
Le bâtiment de recherche « Nord » du campus Condorcet, occupé par l’université, ainsi que l’université PSL (EPHE-PSL et ENC-PSL), l’EHESS, ainsi que par des unités mixtes de recherche du CNRS.

Si l'université a dû déménager de manière contrainte en 1980 du bois de Vincennes à Saint-Denis, le campus Condorcet s'inscrit dans une autre dynamique. Ainsi l'université Paris-VIII et dix autres structures françaises de recherche ou d'enseignement (l'École pratique des hautes études, l'École des hautes études en sciences sociales, l'École nationale des chartes, l'université Panthéon-Sorbonne, l'université Sorbonne-Nouvelle, l'université Sorbonne-Paris-Nord, l'Université Paris-Nanterre, le CNRS, l'Institut national d'études démographiques et la fondation Maison des sciences de l'homme) montent ce projet pour réunir l'enseignement et la recherche en sciences humaines et sociales, et devenir le plus grand campus européen dans ces disciplines. Le site principal de ce campus est bâti sur la base d'un partenariat public-privé, sauf pour les commandes publiques que sont le bâtiment de l'EHESS et l' « grand équipement documentaire » (GED) conçu par Elizabeth de Portzamparc et renommé « Humathèque », livrés en 2021,.
Un autre site situé à la Porte de la chapelle, accueillera 4 000 personnes dont 3 500 étudiants de licence et master des campus Tolbiac et Panthéon de l'université Paris 1 dans un bâtiment de 5 étages et 25000 m2 conçu par Françoise Mauffret intégrant des salles de cours, des amphithéâtres, un restaurant, et une résidence universitaire. Celui-ci est financé à parts égales par la ville de Paris, la région Île-de-France, et l'État.  
Le campus Condorcet ouvre pour sa première rentrée universitaire en septembre 2019, il accueille alors 4 000 étudiants. En 2023, il accueille 12 000 chercheurs, doctorants et statutaires, au sein de 116 unités de recherche au sein de 10 bâtiments sur plus de 6 hectares, où se trouvent aussi des résidences étudiantes et centres de recherche et de colloques.
Le campus est desservi par l'arrêt de métro Front-Populaire à Aubervilliers.

## Composantes
L'université compte onze unités de formation et de recherche (UFR), trois instituts et deux instituts universitaires de technologie (IUT).[réf. nécessaire]

### Unités de formation et de recherche
Les enseignements et les départements qui deviendront plus tard des Unités de formation et de recherche (UFR) ont été sources d'innovation, partagés entre renouvellement épistémologique ou entrée de nouvelles disciplines dans l'université française. En 2022, même si les nouveautés issues du Centre universitaire expérimental de Vincennes se sont institutionnalisées, la vocation critique et d'innovation des enseignements et de la recherche perdure : Création littéraire, Enjeux stratégiques et géopolitiques de la révolution numérique, Études transnationales et transculturelles, Transitions écologiques, économiques et sociales, etc. en sont des exemples des dix dernières années.[réf. nécessaire]
L'université intègre plusieurs unités de formation et de recherche :

- UFR Arts, Philosophie, Esthétique — Elle regroupe toutes les disciplines artistiques et comporte des départements en Arts Plastiques, Arts et Technologies de l'Image, Cinéma, Danse, Musique, Photographie, Théâtre et Philosophie. L'université Paris 8, autrefois Vincennes, vit les premiers départements universitaires français en matière d'art dès 1969, notamment sous l'impulsion de Frank Popper. Le département de philosophie vit le jour la même année grâce à Michel Foucault ; c'est un bastion de la French Theory.
- UFR Culture et communication  —  Créé en 1984, offrant des formations du premier au troisième cycle en la matière.
- UFR Droit — Le département comporte entre autres un Institut d’Études Judiciaires afin de préparer les étudiants de l'université pour passer les concours et examens aux carrières juridiques et judiciaires.
- UFR ériTES (Études, recherche et ingénierie en territoire - environnements - sociétés)  — Il est par échange multidisciplinaire comportant des formations en géographie, en mathématique et informatiques appliqués aux sciences humaines et sociales et sur l'espace euro-méditerranéen. Ce dernier créé entre 1991 et 1992 suit un objectif d'enseignement et de recherche interdisciplinaire sur l'espace Europe-Maghreb à travers un diplôme de Master 1 et 2.
- UFR LLCÉR-LÉA (Langues, langues appliquées)  —  L'étude des langues au sein du centre universitaire de Vincennes puis de l'université Paris 8 a vu coupler des langues étudiées traditionnellement (allemand, anglais, espagnol, italien, portugais) avec des langues dites « orientales », dont l'étude était jusqu'alors réservée hors universités aux grandes écoles comme l'INALCO : l'arabe, l'hébreu, le russe, le chinois, le coréen et le japonais en font ainsi partie. De plus, des langues à statut régional sont étudiées et enseignées pour la première fois dans le système universitaire français. Ce fut le cas du berbère ou du catalan par exemple.
- UFR des Sciences et des Technologies du Numérique (STN) —  Dès la création en 1969 du département par Yves Lecerf, Hervé Huitric entre autres ont la volonté d'associer les sciences exactes, l'art et les sciences humaines. Cette interdisciplinarité eut pour conséquence notable d'enseigner et d'effectuer de la recherche en informatique pour la première fois dans l'enseignement supérieur en France.
- UFR de Psychologie — Formation de psychologie de niveau licence, master et doctorat, en lien avec les laboratoires parisien de psychologie sociale (LAPPS), Psychopathologie et Processus de Changement (LPPC), Paragraphe, Cognitions humaine et artificielle (CHArt) et Fonctionnement et Dysfonctionnement Cognitifs : les âges de la vie (DYSCO).
- UFR Sciences de l’éducation, psychanalyse et français langue étrangère (SEPF)  —  Elle permit d'introduire un département de psychanalyse dans l'enseignement supérieur et la recherche en France dès 1968, une première. Sans pour autant y enseigner Lacan, l'influence de ses travaux de mais également ses successeurs y sont très prégnant.
- UFR Sciences du Langage (SDL) — Le début est initié dès la décennie des années 1970 en ayant une réflexion « expérimentale » sur la linguistique formelle (syntaxe, phonologie, sémantique, morphologie et métrique), sur l'exploitation constructive de la richesse linguistique de la population étudiante, une réflexion sur la grammaire française et l'articulation entre linguistique, didactique et acquisition. Elle s'appuie également sur les travaux de John Lyons, Noam Chomsky, Julia Kristeva, entre autres, qui bousculent les théories du langage établies jusqu'alors. Des personnalités tels que Jean-Claude Chevalier, Jean Dubois, Maurice Gross, Nicolas Ruwet sont à l'origine de cet enseignement et recherche. Cela eut pour conséquence l'introduction de l'une des premières formations universitaires françaises en langue des signes (dès 1998) portée par Christian Cuxac par le biais d'une approche à la fois théorique et pratique de la linguistique.
- UFR Textes et Sociétés — Ss'associe des formations en littérature, histoire et sociologie et qui inscrit dès ses débuts en 1969 sa démarche sous le postulat épistémologique de la théorie critique. La réflexion en littérature a suscité la création en 1974 du premier centre d'études féminines en France par Hélène Cixous et l'introduction des études de genre dans l'université française. En ce qui concerne l'Histoire, la réflexion a conduit à promouvoir l'Histoire du temps présent. L'Institut d'histoire du temps présent a joué un rôle clé dans l'institutionnalisation de cette discipline au sein de la pensée universitaire française. Parallèlement, la sociologie et l'anthropologie ont évolué, gagnant en légitimité au sein du milieu universitaire français, qui était initialement réservée à des disciplines plus établies. À l'heure actuelle, le champ de la science politique s'est intégré à ce cadre, en adoptant une approche non seulement juridique mais aussi pluridisciplinaire, en se penchant sur les aspects politiques à travers les lentilles de l'Histoire, de la philosophie. et de la sociologie. Le deuxième point majeur consiste à combiner des approches théoriques avec des applications pratiques contemporaines.

### Instituts universitaires de technologie
- L'IUT de Tremblay-en-France. Fondé en 1992, ce dernier propose 3 BUT.
- L'IUT de Montreuil. Fondé en 1993, ce dernier propose 4 BUT et 5 licences professionnelles.

### Autres composantes
- Le Nouveau Collège d'études politiques (NCEP). Fondé en 2016 dans le cadre de la ComUE Université Paris Lumières, il se veut une formation pluridisciplinaire d'études critique au fait politique. Une mobilité internationale et deux expériences professionnels s'inscrivent ainsi au cœur du cursus. NCEP propose une entrée en L2 après une L1 en sciences humaines et sociales. Quatre parcours thématiques sont proposés (« Pratiques de la justice sociale », « Violences et guerres », « Les mots de la politique », « Éthiques et politiques ») ainsi qu'un master avec deux parcours (« Violence et politique » et « Discours et techniques du politiques »)
- L'Institut français de géopolitique (IFG). Fondé en 2002, faisant suite à la création d'un DEA dès 1989. L'IFG permet le retour en grâce de la géopolitique en France, après une nouvelle réflexion épistémologique sur celle-ci mené par le géographe français Yves Lacoste, et du projet intellectuel de la revue géographique et géopolitique Hérodote. L'Institut universitaire propose un doctorat, un master avec 4 spécialités (« Gestion des risques géopolitique », « Cyberstratégie et terrain numérique », « Les nouveaux territoires de la compétition stratégique », « Géopolitique locale et gouvernance territoriale »), et un diplôme d'université (« Révolution numérique : enjeux stratégiques et géopolitiques »).

- L'Institut d'enseignement à distance (IED). Fondé en 1997, l'IED propose 15 formations relevant de quatre champs disciplinaires (psychologie, sciences de l’éducation, droit, informatique). Il accueille 5 200 étudiants de 54 pays du monde, et dispose de son budget propre (1,8 M€ en 2009)[39]

- Les Presses universitaires de Vincennes (PUV). Service commun de l’université, les PUV existent depuis 1982 et produisent environ 20-25 volumes par an et deux revues bilingues. Les PUV possèdent un fonds de plus de 500 titres, répartis entre dix-huit collections et huit revues.
- Le Service universitaire de formation initiale et continue pour l’enseignement (SUFICE). Service commun de l’université, le SUFICE prépare aux concours nationaux de l'enseignement (CAPES et agrégation) et met en œuvre des stages de formation continue destinés notamment aux professionnels de l’Éducation nationale.
- La formation permanente (FP). Structure lucrative au sein de l'université, la FP propose l'ensemble des licences et masters de l'université en validation des acquis et des formations regroupées autour de huit pôles allant de niveau Bac+2 à Bac+5 : administration-management des ressources humaines, communication et digital, culture, droit, droit et santé, formation et enseignement, langue des signes française, psychologie et travail.

### Ancien département
* Le département d'urbanisme, qui deviendra rapidement un Institut universitaire d'urbanisme, a été créé dès 1968. Il a pour vocation d'enseigner et de faire de la recherche sur l'aménagement urbain. Jusqu'alors, l'urbanisme était étudié auprès d'écoles spécialisées tels les écoles d'architectures. Ce n'est qu'en 1976 qu'il acquiert un statut autonome au sein de l'université pour devenir l'Institut français d'Urbanisme avant de fusionner avec l'Institut d'urbanisme de Paris pour devenir l'École d'urbanisme de Paris. Le nouvel organisme sera rattaché sous décision de l’État à l'Université Gustave Eiffel et hébergé dans la Cité Descartes.[réf. nécessaire]

## Formation et recherche

### Les enseignements

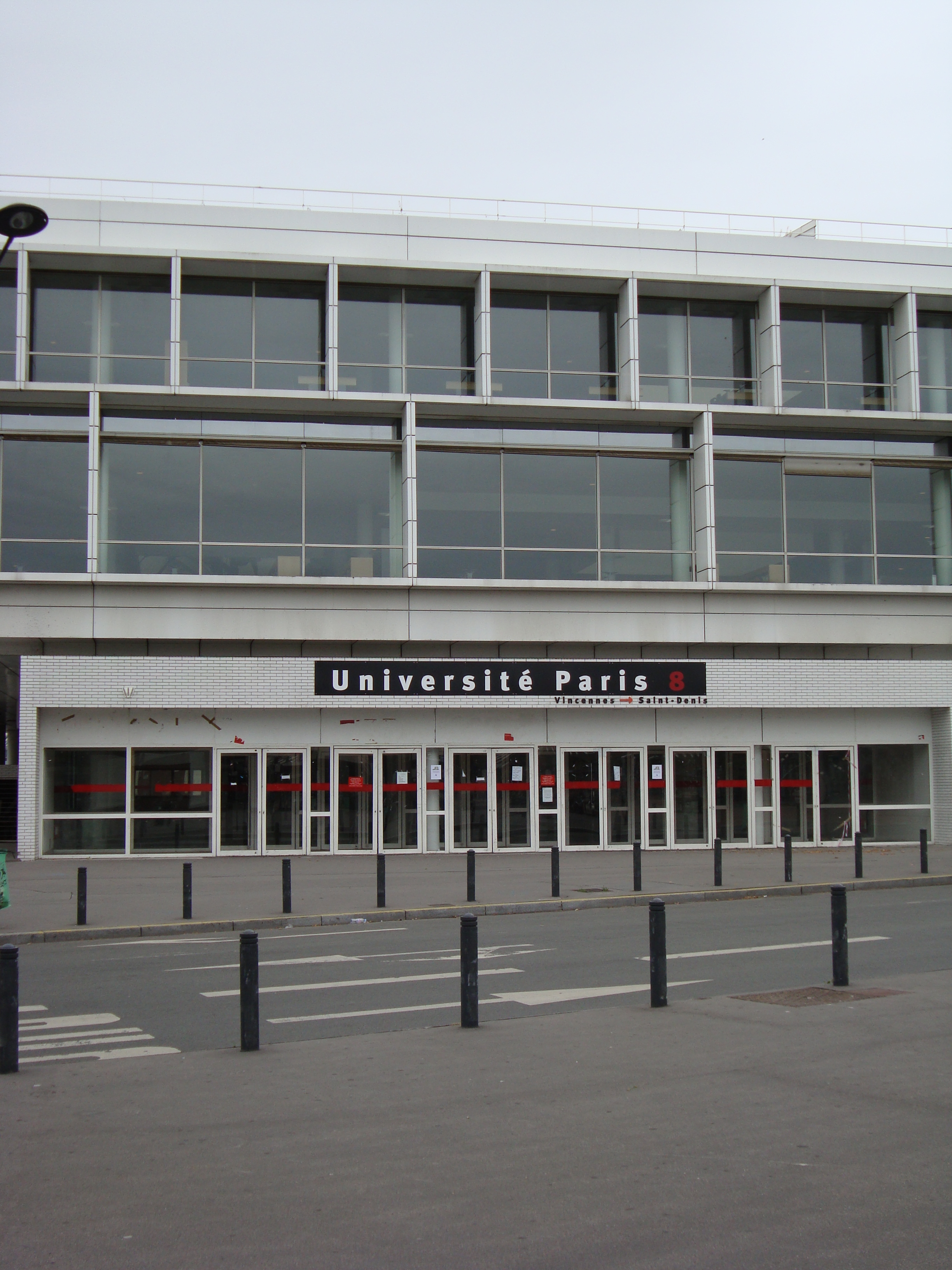
Façade d'entrée de l'université.

L'université se consacre avant tout aux sciences humaines et sociales, aux lettres et aux langues.
En 2022 encore, les enseignements à l'université Paris 8 sont marqués par les innovations pédagogiques héritées du Centre universitaire expérimental de Vincennes telles que : 
- la différence coutumière entre cours magistraux et travaux dirigés n'est pas marquée : tous les enseignants dispensent des cours à la fois théoriques et pratiques, quels que soient la matière et le statut de l'enseignant ;
- les cours ne se donnent jamais en amphithéâtre (ou très peu : il n'y a que 5 amphis pour toute l'université) ;
- le contrôle continu est la règle.

D'autres innovations faisant exception dans le monde universitaire français continuent à émerger, telles que des pratiques de classes inversées, qu'on retrouve au sein du bâtiment B du campus.

### Relations internationales
Les relations internationales ont toujours été une priorité de l'université Paris 8.[réf. nécessaire]
Créé en 1987, le Service des relations et de la coopération internationales (SERCI) fut le premier service des relations internationales mis en place au sein d’une université française.
En 2020, l'université européenne ERUA a pour vocation à terme que chaque étudiant inscrit à l'université suive obligatoirement une partie de ses études dans au moins une des universités partenaires de l'alliance européenne et ait au moins un double diplôme de l'université d'origine et l'université hôte.

### Les structures de recherche
Les enseignants-chercheurs de l'université exercent leur métier de chercheur dans de nombreuses équipes reconnues par le Ministère : 33 unités de recherche d'accueil (ÉA), dont 9 unités mixtes de recherche (UMR).
| Numéro  | Structures                                                                                       |
| ------- | ------------------------------------------------------------------------------------------------ |
| ÉA4010  | Arts des images et art contemporain (AIAC)                                                       |
| ÉA3388  | Centre d’études sur les médias, les technologies et l’internationalisation (CEMTI)               |
| ÉA1581  | Centre de recherche en Droit privé et Droit de la santé (CRDPDS)                                 |
| ÉA3971  | Centre de recherche interuniversitaire, expérience, ressources culturelles, éducation (EXPERICE) |
| ÉA353   | Centre de recherches et d’analyses géopolitique (IFG Lab)                                        |
| ÉA1571  | Centre de recherches historiques - histoire des pouvoirs, savoirs et sociétés (HISPOSS)          |
| ÉA4384  | Centre interdisciplinaire de recherche, culture, éducation, formation, travail (CIRCEFT)         |
| ÉA4004  | Cognitions humaine et artificielle (CHArt)                                                       |
| ÉA1572  | Esthétique, musicologie, danse et création musicale (MUSIDANSE)                                  |
| ÉA2302  | Esthétiques, sciences et technologies du cinéma et de l’audiovisuel (ESTCA)                      |
| ÉA2303  | Études juives et hébraïques (EJH)                                                                |
| ÉA4387  | Forces du droit - paradoxes, comparaisons et expérimentations (FDPCE)                            |
| ÉA4007  | La section clinique                                                                              |
| ÉA3391  | Laboratoire d’économie dionysien (LED)                                                           |
| ÉA4008  | Laboratoire d’études et de recherches sur les logiques contemporaines de la philosophie (LLCP)   |
| ÉA4385  | Laboratoire d’études romanes (LER)                                                               |
| ÉA4383  | Laboratoire d’intelligence artificielle et de sémantique des données (LIASD)                     |
| ÉA2027  | Laboratoire de psychopathologie et de neuropsychologie (LPN)                                     |
| ÉA349   | Laboratoire Paragraphe                                                                           |
| ÉA4386  | Laboratoire parisien de psychologie sociale (LAPPS)                                              |
| ÉA1577  | Les mondes allemands - histoire des idées et des représentations                                 |
| ÉA7322  | Littérature, histoires, esthétique (LHE)                                                         |
| ÉA2336  | QUARTZ                                                                                           |
| ÉA1573  | Scènes du monde, création, savoirs critiques                                                     |
| ÉA1569  | Transferts critiques anglophones (TransCrit)                                                     |
| UMR7217 | Centre de recherches sociologiques et politiques de Paris (CRESPPA)                              |
| UMR8533 | Institutions et dynamiques historiques de l’économie et de la société (IDHES)                    |
| UMR8244 | Institut d’Histoire du Temps Présent (IHTP)                                                      |
| UMR7218 | Laboratoire Architecture Ville Urbanisme Environnement (LAVUE)                                   |
| UMR7539 | Laboratoire d’analyse, géométrie et application (LAGA)                                           |
| UMR7533 | Laboratoire dynamiques sociales et recomposition des espaces (LADYSS)                            |
| UMR7023 | Structures formelles du langage (SFL)                                                            |
| UMR8238 | Laboratoire d’études de genre et de sexualité (LEGS)                                             |

Les doctorants constituent une spécificité de l’université Paris 8 par leur nombre très important : 1 082 pour l'année 2021-2022 au sein de 4 écoles doctorales.

#### Centres de recherche d'excellence
Si bon nombre d'initiatives d'enseignement et de recherche mises en place par nombre de départements et laboratoires de l'université bénéficient toujours aujourd'hui d'une reconnaissance internationale, trois d'entre elles jouissent en outre à ce jour d'une reconnaissance institutionnelle par l'État français.

##### CreaTIC
Début 2012, le projet CréaTIC de l'université s'associant à 4 partenaires français - l'université Paris-Nanterre, la Maison des Sciences de l'homme Paris-Nord, le Conservatoire national supérieur d'art dramatique, les Archives nationales - et 37 partenaires étrangers se voit attribuer une dotation de 5,2 millions d'euros sur neuf ans par l'Agence nationale de la recherche dans le cadre du programme gouvernemental IDEFI (Initiative d’excellence en formations innovantes).
L'objectif du projet est de questionner et mettre en œuvre la création comme process de production et d’apprentissage afin d'accorder une place majeure au numérique dans l’enseignement supérieur, en lien avec le rôle central qu'elle joue dans la mutation des métiers et les pratiques sociétales. Cinq principes fondamentaux sont ainsi désignés : la création comme moteur épistémologique de pédagogies innovantes (dans le cadre d’Ateliers-Laboratoires), le recours systématique aux technologies numériques de pointe pour l’enseignement et le travail collaboratif.
Dès la rentrée 2013-2014, au lancement du projet, 15 formations de Masters et 13 ateliers-laboratoires y sont inscrites. Aujourd'hui, il y a 23 formations et 38 ateliers-laboratoires où 1 200 étudiants ont déjà été formés.

##### ÉUR ArTeC
En 2018, une école universitaire de recherche nommée ArTeC (Arts, technologie et création) voit le jour au sein de la ComUE Université Paris-Lumières dont l'université Paris 8 est membre fondateur, grâce à l'obtention d'un financement de dix ans du programme d’investissements d'avenir (PIA) du ministère de l'Enseignement supérieur, de la Recherche et de l'Innovation,.
Le Laboratoire d’excellence Arts-H2H (Arts et Médiations humaines) a été retenu le 25 mars 2011 parmi les cent lauréats de l’appel à projets des « Investissements d’avenir ». Il regroupe 14 unités de recherche des universités Paris 8 et Paris-X et bâtit ses projets avec treize partenaires, dont deux universités, quatre grandes écoles d’art, six établissements patrimoniaux et de diffusion artistique et un EPCS : Université de Paris X, ÉNS Louis-Lumière, École nationale supérieure des Arts Décoratifs, Centre national de danse contemporaine, Conservatoire national supérieur d’Art dramatique, La Chartreuse, RMN - Grand Palais, Centre Georges Pompidou, Campus Condorcet, BnF, Centre Pompidou – Metz, Archives nationales. Entre 2012 et 2015, le LabEx a soutenu financièrement 100 projets, noué 150 partenariats étrangers, créé sept chaires internationales par an, proposé douze contrats doctoraux, publié une revue en ligne, une collection d’ouvrages thématiques et une collection de textes de référence.

##### GEODE
Le 11 février 2021, le projet GEODE (Géopolitique de la datasphère) est un des deux projets sur 14 projets soumis au ministère des Armées à la suite d'un appel d'offres à se voir attribuer le label « centre d'excellence » visant à former des filières d'études stratégiques (War studies) en France,.
GEODE se fixe comme objectif scientifique d'étudier la datasphère en tant qu'objet géopolitique à part entière et d'en utiliser les ressources pour faire de l’analyse géopolitique. La datasphère, notion émergente, permet d’évoquer sous un même terme les enjeux stratégiques liés au cyberespace et plus globalement à la révolution numérique.
Le centre de recherche réunit des chercheurs de l'université Paris 8, l'INRIA, les écoles de Saint-Cyr-Coëtquidan, l’ENS Ulm, l'INALCO, l'Université de Paris, l'Université de Savoie Mont Blanc, l'Université de Bretagne Occidentale.
Le label fourni une dotation au centre de recherche de 300 000 € annuel pour cinq ans, renouvelable.
Trois formations sont rattachées à ce laboratoire :
1-  Un master 2 « Cyber stratégie et terrain numérique » en lien avec l'Institut français de géopolitique. Ce parcours vise à former des étudiants de sciences humaines et sociales ou de sciences de l'informatique et de l'ingénieur à devenir de futurs spécialistes de sciences humaines aux enjeux stratégiques de la datasphère et aux outils qui permettent d’en exploiter les données disponibles en sources ouvertes.
2- Un diplôme universitaire de niveau master visant le même objectif pour les cadres d'entreprises, de la défense et de la diplomatie.
3- Un mastère (bac + 6) « Opérations et gestion de crises en cyber défense » en lien avec les écoles de Saint-Cyr-Coëtquidan, visant à former des experts de la planification et de la conduite des opérations cyber ainsi que de la gestion des crises en cyberdéfense.

#### Anciennes recherches d'excellence

##### Laboratoire expérimental de Hip Hop (1989-1992)
La série documentaire Paris 8, la fac hip-hop, réalisée par Pascal Tessaud, retrace l'histoire de cette recherche qui était marginale, voire décriée, dans le monde universitaire avant d'être institutionnalisée en France,.
Le sociologue et anthropologue Georges Lapassade, rejoint par l'universitaire en art plastique Jacky Lafortun puis en parallèle par la linguiste anglophone Desdémone Bardin, lance une étude sur la culture hip hop qui fait date. Il reçoit des enseignants, étudiants et des journalistes provenant du monde entier. De nombreux cours ou de conférences sur le rap ou encore de graff sont initiés, auxquels participent de futurs stars du rap français tels que MC Solaar, Stomy Bugsy, Passi, Ménélik, Driver, M’Widi, Rapsonic ; les graffeurs André, Basalt Crew, 93 NTM, Mode 2 ou les danseuses des Ladie’s Night mais également étranger avec l'exemple notable de l'américain KRS-One.
Cet héritage continue à être mis en valeur, notant notamment :  
- L'aide au développement de la carrière pour de futures figures féminines dans le domaine du rap depuis 2021 avec le dispositif « Rappeuses en liberté »[56],[57].

- En 2024, l’université Paris 8, sur son campus de Saint-Denis, fait réaliser 19 œuvres pérennes par plusieurs artistes, Adec, Arnaud Liard, DAWAL, Evazesir, Hydrane, Joachim Romain, Kogaone, MADAME, Moyoshi, Noon, Ose, Projet Reoh, Quentin DMR, Quetzilla, REAONE, Sandre, Yaofranck, 93 MC Swen, Eros et Rebus. Cette initiative s’inscrit dans la longue tradition d’art mural de l’université, une pratique déjà présente lors de sa première implantation à Vincennes, marquée par des fresques et des œuvres murales qui ont façonné son identité artistique.

### Coopérations

#### La ComUE Université Paris Lumières
En 2014, l'université de Paris-VIII fonde, avec l'université Paris Nanterre et le CNRS, la ComUE Université Paris Lumières. Y sont aussitôt associés une dizaine d'établissements culturels parmi les plus prestigieux en Ile-de-France : Académie Fratellini, Archives nationales, Bibliothèque nationale de France, CEDIAS - Musée social, Centre Pompidou, CDA Centre des Arts d'Enghien-les-Bains, École nationale supérieure Louis-Lumière, ETSUP (École supérieure de travail social), INA - Institut national de l'audiovisuel, INS-HEA, La maison des cultures du Monde, Musée d'archéologie nationale, Musée de l’histoire de l’immigration, Musée du Louvre, Musée du Quai Branly et Pôle Sup'93. La ComUE a pour but de favoriser les humanités et les sciences sociales en France, par la formation ou la recherche. Elle est notamment à l'origine, :
- d'une École universitaire de recherche (EUR), ArTeC, dont Paris 8 est aujourd'hui le porteur principal
- d'une formation pluridisciplinaire, le Nouveau collège d'études politiques (NCEP)
- d'un Nouveau cursus à l’université (NCU), So Skilled !, dont Paris 8 est également aujourd'hui le porteur principal
- du développement de l’entrepreneuriat chez les étudiants dans l'économie sociale et solidaire, grâce à un incubateur I-Engage du Centre numérique d'innovation sociale (CNIS) de l'Université Paris 8.

En 2024, les établissements fondateurs dissolvent la ComUE et créent une alliance, Paris Lumières Alliance, par la voie d'une convention de coordination territoriale.

#### Critical Edge Alliance
L'université de Paris-VIII fait partie d'un des huit établissements du réseau international Critical Edge Alliance créé en 2016, s'inscrivant dans une dimension critique, interdisciplinaire, d'engagement sociétal, et mettant au centre l'étudiant comme acteur de son enseignement mais également dans sa place en tant que citoyen. Elle rassemble les universités qui poursuivent la même tradition de l’éducation critique et qui se considèrent comme des établissements conventionnels de l’éducation alternative.
Elle cherche ainsi à promouvoir : 
- La participation démocratique, l’inclusion sociale et la justice sociale afin d’encourager une citoyenneté active dans les communautés et dans le monde en général.
- La compréhension humaine et l’empathie à travers les différences nationales, ethniques, culturelles, sexuelles / du genre et religieuses.
- La collaboration entre l’université et la société dans l’exploration de nouvelles connaissances.
- L’apprentissage actif à travers le développement personnel et les interactions mutuelles.
- L’approche critique concernant les problèmes du monde entier. Le réseau comporte ainsi, en plus de l'université Paris 8 Vincennes-Saint-Denis :
  - Université Al Akhawayn, Maroc
  - Universitad des Andes, Colombie
  - Tata Institute for Social Sciences, Inde
  - The New School, États-Unis
  - Université de Roskilde, Danemark
  - Evergreen State College, États-Unis
  - Pontificia Universidade Catholica do Rio, Brésil

#### European Reform Universities Alliance
En 2020, l'université de Paris-VIII s'allie avec 4 autres universités d’Europe pour fonder la « European Reform University Alliance » (ERUA) : l'université de Roskilde (RUC, Danemark), l'université de Constance (UKON, Allemagne), l'université de la Mer Égée (Grèce) et la Nouvelle université bulgare. En 2023, l'alliance s'élargit à de nouveaux partenaires : SWPS Social Sciences and Humanities (SWPS, Pologne), European University Viadrina (EUV, Allemagne), University of Macerata (UNIMC, Italie), Universidad de Las Palmas de Gran Canaria (ULPGC, Espagne) et Mykolas Romeris University (MRU, Lituanie) 
Soutenue par la Commission européenne, ERUA repose sur l’ambition de construire un modèle alternatif d’université européenne. Les universités de l’alliance sont en effet collectivement engagées à mettre en œuvre un environnement d’apprentissage et de recherche inclusif, expérimental, innovant et ouvert à la société non académique qui permette de transformer à long terme l’enseignement, la recherche et l’engagement citoyen.

## Gouvernance et moyens

### Budget
En 2020, l'université investit dans son patrimoine : réhabilitation des bâtiments B et C dans le cadre de la rénovation thermique afin d'y réduire leur consommation énergétique et leur empreinte carbone. La réhabilitation des bâtiments doit s'achever avant la fin de l'année 2023.
En 2021, l'Université européenne European Reform Universities Alliance (ERUA) est dotée pour son lancement d'un fonds de cinq millions d'euros par la Commission européenne et de 1,3 million d'euros par l'Agence nationale de la recherche.
En 2022, le premier budget participatif de l'université est mis en place afin de renforcer sa vision de la démocratisation académique, issue de son héritage persistant vincennois. L'enveloppe pour les projets étudiants a été fixée à 100 000 euros, une somme importante comparée aux autres universités françaises (exemple : 70 000 euros pour la session 3 du budget participatif de l'université Paris-Nanterre, également membre de l'Université Paris Lumières). La thématique de cette première session est axée sur le développement durable.[réf. nécessaire]

### Gouvernance
L'université adopte une approche nouvelle de la gouvernance qui met l'accent sur une plus grande inclusivité dans le processus décisionnel de la vie universitaire fixé au niveau national par le ministère de l'Enseignement supérieur.[source insuffisante] Malgré les limites du système national, l'approche de l'université permet d'intégrer davantage le personnel enseignant, les chercheurs, les étudiants et le personnel administratif, en utilisant des exemples de démocratie directe dans la vie universitaire tels que la co-contribution d'une vie de campus via un budget participatif et la co-construction de l'événement de rentrée du Grand 8 via la plateforme : Je Participe. En outre, l'université propose également d'inclure les étudiants dans les projets de l'université en effectuant un tirage au sort parmi les étudiants inscrits.[réf. nécessaire]

### Les effectifs enseignants
D'après le Guide des études (publié annuellement), les effectifs d'enseignants-chercheurs oscillent entre 800 et 1000.

### Le personnel administratif
D'après le Guide des études (publié annuellement), les effectifs du personnel administratif oscillent entre 500 et 900.

### Patrimoine immobilier
La surface de l'université représente environ 88 406 m2, dont 71 435 m2 pour le seul site central.
En 2019, Paris 8 inaugure la Maison de la recherche, locaux destinés à la recherche, réunissant dans un même édifice un grand nombre d’activités de recherche autrefois dispersées sur le campus. Le campus de Saint-Denis se trouve enrichit de 3000 m² d’espace construits selon une démarche Haute qualité environnementale (HQE).
En 2020, le site central comporte douze bâtiments destinés à l'enseignement et à la recherche, exception faite d'une Maison de la Recherche, d'une Bibliothèque universitaire, d'une Maison de l'Étudiant et d'un bâtiment de restauration Crous.
En 2024, l’Université Paris 8 inaugure le bâtiment C réhabilité, un bâtiment qui accueille des salles de cours et des bureaux. Il s’agit de la première rénovation énergétique sur un bâtiment tertiaire universitaire français selon la démarche “EnergieSprong” : le bâtiment réhabilité produit autant d'énergie qu'il en consomme, son fonctionnement est donc à énergie zéro. Les travaux, débutés en avril 2023, se sont achevés au mois de mars 2024, marquant une avancée significative dans la rénovation énergétique du parc des bâtiments universitaires.
En 2025, le bâtiment H sortira de terre pour une surface d’environ 4 700 m². À l'instar de la Maison de la recherche, dont il sera voisin, il s'inscrit dans une perspective durable : la conception du projet est sous-tendue par l’atteinte du niveau du label E2C1 et le référentiel « Bâtiment durable francilien ». Ce bâtiment est construit pour regrouper l'ensemble des activités de l'UFR “Arts”.
De plus, d'autres bâtiments sont en projet : un bâtiment dit « Hall des sports » exclusivement destiné aux activités sportives de l'université, un learning center lié à la bibliothèque universitaire et une Maison des associations.[réf. nécessaire]

### Présidents de l'université
| Portrait                                                              | Identité                           | Période    | Période          | Durée              |
| Portrait                                                              | Identité                           | Début      | Fin              | Durée              |
| --------------------------------------------------------------------- | ---------------------------------- | ---------- | ---------------- | ------------------ |
| Michel Beaud                                                          | Michel Beaud (né en 1935)          | 1971       | 1971 (démission) | moins d’un an      |
| Pas de portrait sous licence libre disponible pour Claude Frioux.     | Claude Frioux (1932 - 2017)        | 1971       | 1976             | 5 ans              |
| Pas de portrait sous licence libre disponible pour Pierre Merlin.     | Pierre Merlin (né en 1937)         | 1976       | 1980 (démission) | 4 ans              |
| Pas de portrait sous licence libre disponible pour Claude Frioux.     | Claude Frioux (1932 - 2017)        | 1981       | 1987             | 6 ans              |
| Pas de portrait sous licence libre disponible pour Francine Demichel. | Francine Demichel (née en 1938)    | 1987       | 1991             | 4 ans              |
| Irène Sokologorsky en janvier 2009.                                   | Irène Sokologorsky (née en 1936)   | 1991       | 1996             | 5 ans              |
| Renaud Fabre                                                          | Renaud Fabre (né en 1949)          | 1997       | 2000             | 3 ans              |
| Pas de portrait sous licence libre disponible pour Pierre Lunel.      | Pierre Lunel (né en 1947)          | 2001       | 2006             | 5 ans              |
| Pas de portrait sous licence libre disponible pour Pascal Binczak.    | Pascal Binczak (né en 1969)        | 2006       | 2012             | 6 ans              |
| Danielle Tartakowsky aux Rendez-vous de l'histoire de Blois.          | Danielle Tartakowsky (née en 1947) | 2012       | 2016             | 4 ans              |
| Pas de portrait sous licence libre disponible pour Annick Allaigre.   | Annick Allaigre (d), (née en 1961) | 2016       | 2025             | 9 ans              |
| Pas de portrait sous licence libre disponible pour Arnaud Laimé.      | Arnaud Laimé (d)                   | 5 mai 2025 | En cours         | 1 mois et 27 jours |

## Vie étudiante
Depuis 2015 a lieu un événement de rentrée du nom de « Grand 8 », qui rassemble pour plusieurs journées l'ensemble des associations étudiantes, des services universitaires, voire des  partenaires institutionnels participant à la vie du campus de l'université mais également dans un cadre plus large du territoire où est inscrit l'université, la Plaine Commune.[réf. nécessaire]

### Les effectifs étudiants
| UFR et instituts.                                                                       | Licences | Masters | Divers | Total |
| --------------------------------------------------------------------------------------- | -------- | ------- | ------ | ----- |
| UFR AÉS - ÉG (Administration, économie, gestion).                                       | 1049     | 266     | 26     | 1341  |
| UFR ARTS.                                                                               | 2600     | 1158    | 162    | 3290  |
| UFR CC (Culture et communication).                                                      | 644      | 234     | 15     | 893   |
| UFR DROIT.                                                                              | 888      | 295     | 227    | 1410  |
| UFR ériTES (Études, recherches et ingénierie en Territoire, environnement et sociétés). | 335      | 140     | 5      | 480   |
| UFR LLCÉR - LÉA.                                                                        | 1511     | 170     | 65     | 1746  |
| UFR PSYCHOLOGIE.                                                                        | 895      | 359     | 13     | 1267  |
| UFR SDL (Sciences du langage).                                                          | 203      | 119     | 30     | 352   |
| UFR SÉPF.                                                                               | 384      | 321     | 179    | 884   |
| UFR STN (Sciences et technologies du numérique).                                        | 425      | 438     | 5      | 868   |
| UFR Textes et sociétés.                                                                 | 1536     | 520     | 150    | 2206  |
| IED (Institut d'enseignement à distance).                                               | 2260     | 891     | 91     | 3642  |
| IÉE (Institut d'études européennes).                                                    | /        | 270     | 5      | 275   |
| IFG (Institut français de géopolitique).                                                | /        | 182     | 1      | 183   |
| IUT de Montreuil.                                                                       | 745      | /       | /      | 745   |
| IUT de Tremblay.                                                                        | 362      | /       | /      | 362   |
| Total                                                                                   | 14237    | 5363    | 974    | 20574 |

En 1969, à sa création, l'université avait accueilli 7 791 étudiants et 240 enseignants. Le nombre des étudiants avait ensuite crû continuellement, pour plafonner à 32 979 en 1979 et refluer ensuite.
| Écoles doctorales                                      | Doctorants |
| ------------------------------------------------------ | ---------- |
| ÉD « Esthétiques, sciences et technologies des arts ». | 204        |
| ÉD « Cognition, langage, interaction ».                | 206        |
| ÉD « Pratiques et théories du sens ».                  | 400        |
| ÉD « Sciences sociales ».                              | 275        |
| Habilitation à diriger des recherches (hors ED)        | 17         |
| Total                                                  | 1102       |

,
(Les données entre 1979 et 1999 sont indisponibles.)

### Un public spécifique
Dans les années 1970, près de 40 % des étudiants étaient d'origine étrangère (nombreux réfugiés politiques, en particulier). En 2009, la proportion est de 35 %, contre moins de 15 % pour la moyenne nationale. Au doctorat, 65 % des étudiants sont de nationalité étrangère. En 2023, 20,6 % des étudiants sont étrangers, soit en échange, ou inscrits en formation initiale[source insuffisante].
Le public de Paris 8 est spécifique également parce que, parmi les nouveaux bacheliers, seuls 62 % en 2009 sont titulaires d’un baccalauréat général (contre 81 % pour la moyenne des universités du même groupe disciplinaire).
De même, plus de la moitié des primo-entrants ont une origine sociale modeste et 38 % des étudiants sont salariés. Enfin, plus de 20 % des étudiants de Paris 8 suivent un enseignement à distance, au sein de l'Institut d'enseignement à distance.[réf. nécessaire]

### Mouvements sociaux

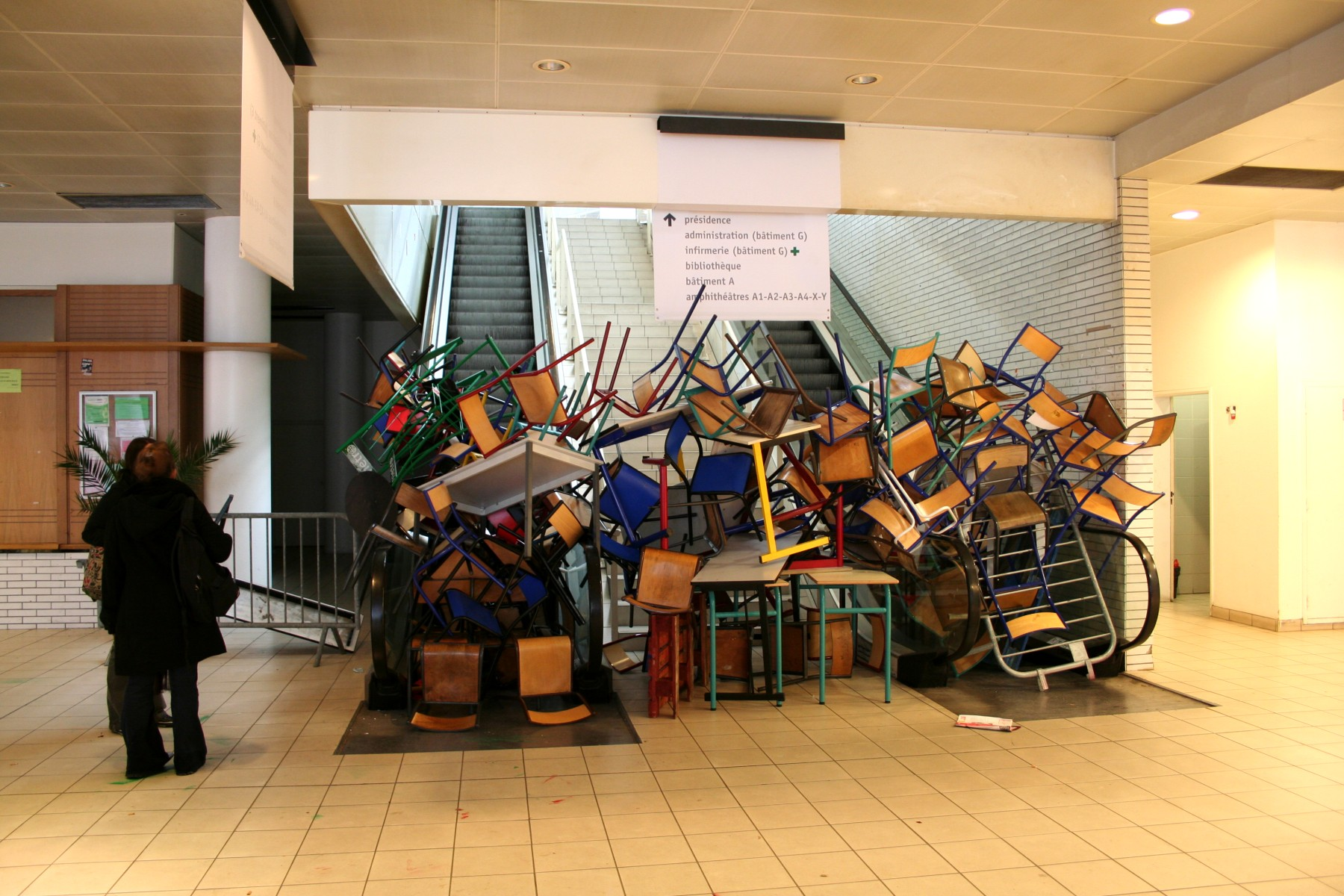
Blocage de l'université pendant le mouvement social étudiant de novembre 2007.

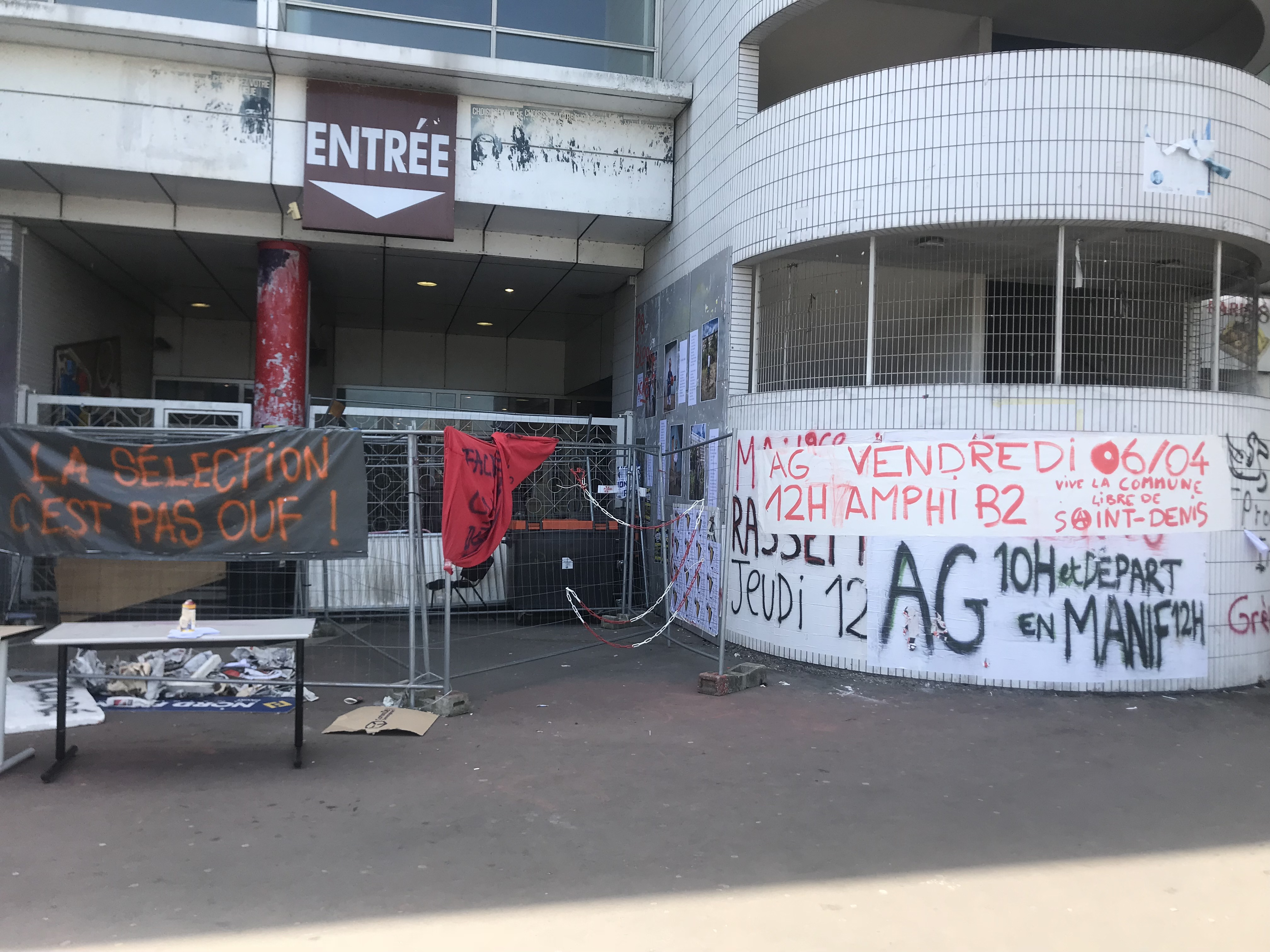
L'université Paris-VIII bloquée, le 6 avril 2018.

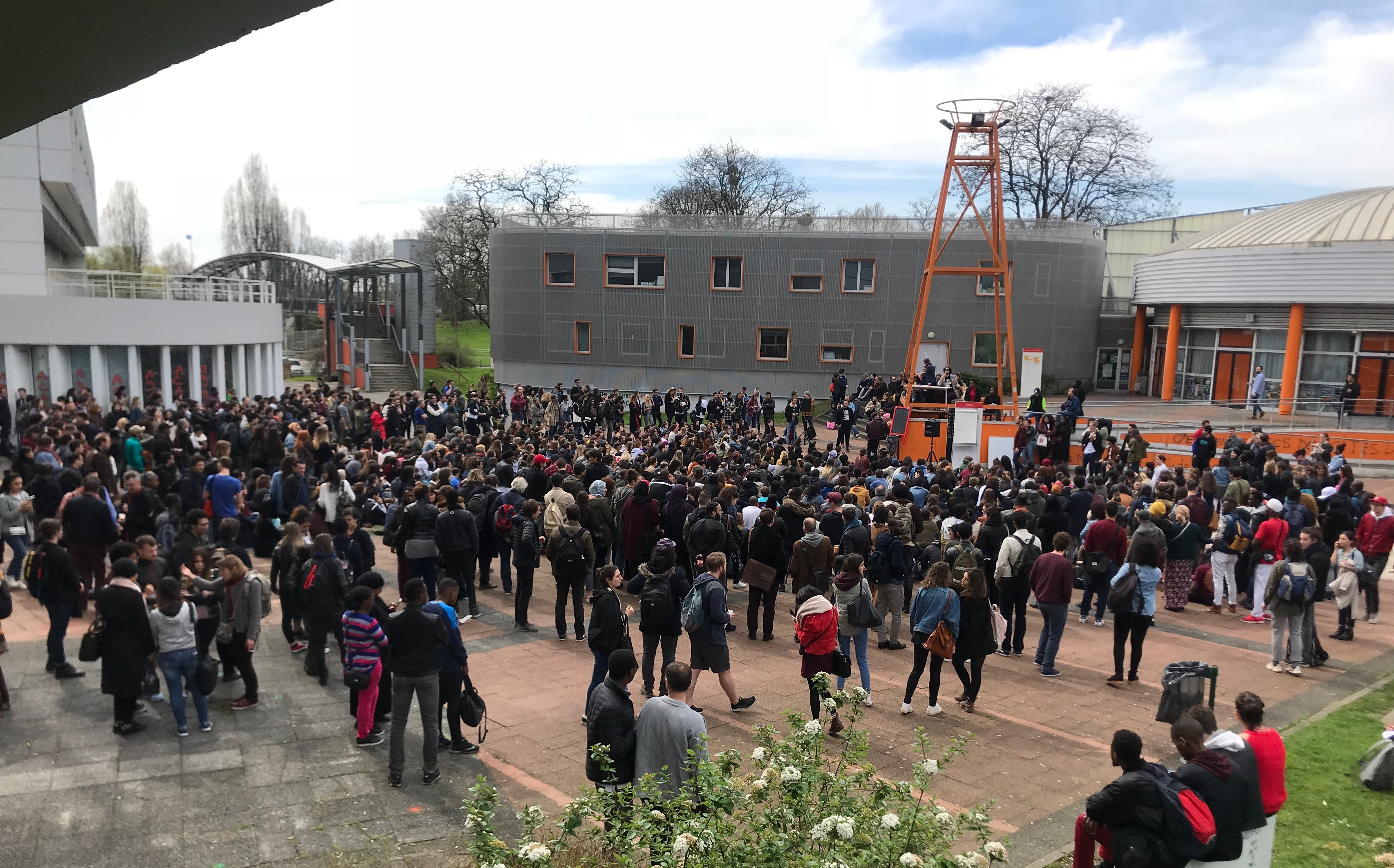
Assemblée générale à l'université Paris-VIII, le 11 avril 2018.

L'université de Vincennes puis de Paris 8 a été marquée à plusieurs reprises par divers mouvements sociaux.
En 1971, une grève visant l'intégration du personnel précaire de nettoyage, accompagnée d'une séquestration du vice-président Claude Frioux, mène à la démission du Président Michel Beaud. Claude Frioux lui succède de 1971 à 1976 et mène une politique d'apaisement entre les multiples courants qui agitent l'université. Pierre Merlin, jusque-là vice-président, lui succède en 1976. En 1977, un important trafic de stupéfiants, dont les acteurs (vendeurs et clients), extérieurs à l'université, cherchent à profiter des franchises universitaires (tradition de non-intervention de la police dans les locaux universitaires), est démantelé à la suite d'une coopération entre la Brigade des stupéfiants et les responsables de l'université. Elle est alors surnommée par une partie de la presse « la fac des stup ». La même année, la lutte des étudiants non inscrits prend une forme particulièrement violente puisque le président de l'université, Pierre Merlin, est séquestré puis bousculé en présence de plusieurs centaines d'étudiants. Dans cette « histoire mouvementée », Le Monde considère que l'université a alors « peut-être eu contre elle le "tort" d'être présidée, à plusieurs reprises, par des professeurs "marqués" politiquement, tels M. Claude Frioux (communiste) et M. Pierre Merlin (socialiste) ».
En 1979, l'université est occupée par un collectif de mineurs en fugue. De 1978 à 1980 s'organise la lutte contre le projet de la ministre des Universités, Alice Saunier-Seïté, de déménager l'université sur un site étroit (précédemment occupé par un IUT de l'Université de Paris XIII) à Saint-Denis. Le gouvernement ayant fait construire les locaux de Saint-Denis, le déménagement est opéré début août sous la protection de la police.
[réf. souhaitée]
En 2004, des étudiants mènent un blitz contre l'installation de caméras de vidéosurveillance dans l'université (plusieurs caméras ont été détruites par des personnes masquées).
En 2005, des étudiants en anthropologie occupent durant trois semaines un amphithéâtre pour protester contre la suppression de leur département,. En mars 2006, l'université est paralysée pendant deux semaines par la grève anti-CPE. Au mois de décembre de la même année, un collectif de sans-papiers occupe durant une semaine l'amphithéâtre du bâtiment A, avant d'être évacué par la police.
En 2007, des étudiants, se mobilisent tôt (la première Assemblée générale a lieu en octobre, peu après la rentrée universitaire) contre la loi LRU. Le mouvement commence par surprendre (affluence en Assemblée générale supérieur au CPE) mais ne fait pas l'unanimité. L'université connaît onze jours de blocage total, et est très perturbée pendant près de 8 semaines, à la fois par une grève des transports, et par des barricades qui ne sont pas complètement démontées. Le bâtiment C est occupé de la mi-novembre jusqu'aux vacances de Noël, où le mouvement finit par s'essouffler.[réf. nécessaire]
En 2009, nouveau mouvement de grève, commençant en février. Pas de blocage, mais arrêt des cours pendant plusieurs semaines. Des enseignants s'érigent contre la réforme du statut des enseignants-chercheurs. L'assemblée des enseignants-chercheurs lance la « ronde infinie des obstinés » en Place de grève. Les Conseils tiennent leur séance hors les murs,.
En 2010, la lutte contre la réforme des retraites provoque le blocage sporadique de l'université.[source insuffisante]
En 2012, une pétition est signée par plusieurs centaines d'élèves[réf. souhaitée] de la section Arts après l'agression d'un étudiant par un agent de sécurité et un agent administratif de la faculté. Plusieurs étudiants et une professeure sont blessés, la bagarre s'est déroulée en plein cours et les agents concernés reçoivent une mise à pied.
Début 2018, un collectif d'extrême gauche d'aide aux migrants composé d'étudiants s'installe avec une centaine de migrants vivant auparavant dans la rue dans des locaux de l'université. Bien que tolérant d'abord l'occupation et permettant notamment aux migrants de faire des allers-retours en dehors de l'établissement, l'université annonce porter plainte après la découverte dans le bâtiment occupé de tags racistes, d'appel au meurtre, anti-France, anti-blanc, islamistes, misogynes et homophobes sur les murs. Après plusieurs mois d'occupation, de lourdes dégradations et le développement de la gale, le bâtiment est évacué fin juin. À partir du 3 avril 2018, l'université est bloquée en réponse au plan Étudiants. En parallèle de cette première occupation, un autre bâtiment est occupé à partir d'avril dans le cadre du mouvement contre la plateforme Parcoursup, accusée de mettre en place la sélection à l'université.
Au printemps 2023, la contestation de la réforme des retraites désorganise le fonctionnement de l'université.

## Personnalités liées à l'université

### Enseignants
- Ministres français : Jean-François Copé, Benoît Hamon.
- Chefs d'État étrangers : Fernando Henrique Cardoso (Brésil), Mário Soares (Portugal).
- Anthropologues : Alain Bertho, Didier Gazagnadou
- Économistes : Bernard Maris, Kostas Vergopoulos
- Écrivain : Pierre Guyotat
- Géographe : Yves Lacoste
- Linguistes : Martine Abdallah-Pretceille, Nicolas Ruwet, Maurice Gross, Jean Dubois, Richard Kayne
- Musicienne : Giovanna Marini
- Philosophes : Gilles Deleuze, François Chatelet, Alain Badiou, Etienne Balibar, Daniel Bensaïd, Pierre Cassou-Noguès, Michel Foucault, Luce Irigaray, Félix Guattari, Sylvain Lazarus, Jean-François Lyotard, Antonio Negri, Jacques Rancière, René Schérer, Jean-Marie Vincent, Jean-Noël Vuarnet.
- Psychologue : Tobie Nathan
- Ergonome : Pierre Rabardel
- Psychanalystes : Jacques Lacan, Serge Leclaire, Gérard Miller[104], Jacques-Alain Miller, François Regnault, Éric Laurent, Slavoj Zizek.
- Politologues : Gilbert Achcar, Josué de Castro, Jane Freedman.
- Sociologues : Jon Elster, Michael Löwy, Jean-Claude Passeron, Nicos Poulantzas, Konstantinos Tsoukalas, Pierre Sorlin, Henri Laborit

### Étudiants
- Appollo, scénariste de bande dessinée
- Claire Arnoux, présentatrice et journaliste sportive
- Jean-Christophe Attias, directeur d'études à l'École pratique des hautes études, écrivain
- Clémentine Autain, femme politique, féministe
- Burhan Ghalioun, professeur de sociologie politique et homme politique syrien
- Chokri Belaïd, avocat, homme politique tunisien
- Nejmeddine Hamrouni, secrétaire d'État et homme politique tunisien
- Pierre Bellanger, fondateur et PDG de Skyrock
- Esther Benbassa, universitaire
- Marie-Claire Bergère, historienne et sinologue
- Guy Berthiaume, historien, président-directeur général de Bibliothèque et Archives nationales du Québec
- Joseph Bialot, écrivain
- Pascale Boistard, femme politique
- Philippe Boize, psycho-sociologue
- Michèle Bokanowski, compositrice
- Jean Bonnefoy, écrivain, essayiste, traducteur et musicien
- Jérôme Bonnell, réalisateur
- Jean-Marcel Bouguereau, journaliste, ancien rédacteur en chef de Libération
- Patrick Cothias, scénariste de bande dessinée
- Frédéric Couchet, spécialiste du logiciel libre et cofondateur de l'April
- Pascal Cribier, paysagiste
- Nicky Doll, drag queen, animateur de télévision
- Solveig Dommartin, actrice et réalisatrice
- Gilles Dostaler, économiste et écrivain
- Héloïse Duché, militante féministe
- Alfredo Bryce Echenique, écrivain
- Frédéric Encel, géopolitologue
- Nasser Fakouhi, anthropologue iranien
- Abla Farhoud, dramaturge
- Zoé Félix, actrice
- Cheikh Tidiane Gadio, homme politique sénégalais
- Fatima Gallaire, écrivain
- Mano Gentil, romancière
- Aliona Gloukhova, romancière
- Pierre Granche, sculpteur
- Antony Hickling, acteur et réalisateur
- Soumaya Naamane Guessous, sociologue marocaine
- Clémentine Haenel, écrivaine
- Louis-Marie Horeau, journaliste
- André Juillard, dessinateur, illustrateur
- Cédric Klapisch, cinéaste
- Dani Kouyaté, réalisateur
- Min Gyoo-dong, réalisateur
- Claude Katz, avocat
- Malamine Koné, entrepreneur
- Irina Kudesova, romancière, journaliste et traductrice franco-russe.
- Dominique Lacout, professeur de philosophie et écrivain
- Mehdi Lallaoui, écrivain et réalisateur
- Paul-Gilbert Langevin, musicologue
- Serge Le Tendre, scénariste de bande dessinée
- Jean-Jacques Lebel, plasticien et écrivain
- Marion Lemonnier, musicienne, chanteuse et compositrice
- Franck Lepage, militant de l'éducation populaire
- Serge Le Péron, réalisateur et scénariste
- Brice Leroux, danseur et chorégraphe
- Régis Loisel, dessinateur et scénariste de bande dessinée
- José Manuel López López, compositeur
- Alain Marc, écrivain
- Saülo Mercader, artiste
- Lourdes Méndez Pérez, anthropologue
- Thomas Pitiot, chanteur
- Robi Morder, juriste et politiste, spécialiste des mouvements lycéen et étudiant
- Aïda N'Diaye, enseignante, philosophe, autrice et chroniqueuse française
- Katell Quillévéré, réalisatrice, scénariste et chef costumière
- Merwan Rim, guitariste et chanteur
- Élisabeth Roudinesco, historienne et psychanalyste
- Rodolphe Sand, auteur, acteur et metteur en scène
- Shlomo Sand, historien
- Hubert Sauper, réalisateur
- Laurent Sénéchal, monteur
- Jean Soldini, philosophe, historien de l'art, poète
- Seynabou Sonko, écrivaine
- Guillaume Soro, Premier ministre de la Côte d'Ivoire
- Claudia Tagbo, comédienne et humoriste
- Jean-François Tarnowski, théoricien, scénariste et critique de cinéma
- Tariq Teguia, réalisateur et scénariste
- Frank Tétart, géopolitologue, professeur à Sciences-Po Paris
- Hamid Tibouchi, peintre et poète
- Éric Toussaint, docteur en sciences politiques et président du Comité pour l'annulation de la dette du tiers monde (CADTM) de Belgique
- Roseline Tremblay, écrivaine
- Gaspard Ulliel, acteur
- Christophe Willem, chanteur
- Slavoj Žižek, philosophe, psychanalyste, essayiste

### Docteurshonoris causa
L'université Paris 8 décerne, après proposition de ses instances, le titre de Docteur honoris causa à une personnalité étrangère dont l'engagement et les œuvres s'inscrivent dans l'esprit de l'université.
- 2022 : Joan W. Scott, historienne américaine en étude de genre à l'Institute for Advanced Study à l'université de Princeton et figure de la « French Theory ».
- 2022 : Boaventura de Sousa Santos, sociologue portugais, figure incontournable des épistémologies du Sud
- 2022 : Joan Fontcuberta, artiste visuel, enseignant, critique, commissaire d’exposition et historien
- 2015 : Jay Winter, historien américain, spécialiste de l’histoire de la première guerre mondiale
- 2014 : Gayatri Chakravorty Spivak, théoricienne de la littérature, des études post-coloniales et féministes
- 2014 : Archie Shepp, saxophoniste de jazz, compositeur, poète engagé et dramaturge américain
- 2014 : Achille Mbembe, professeur d’histoire et de science politique camerounais, théoricien du post-colonialisme
- 2013 : Abderrahmane Sissako, réalisateur et producteur mauritanien
- 2013 : Leonel Fernandez, juriste, ancien président de la République dominicaine et président de Fédération mondiale des associations pour les Nations unies.
- 2012 : Pedro Almodóvar, réalisateur espagnol
- 2012 : Michael Haneke, réalisateur et scénariste autrichien
- 2012 : Morgan Fisher, réalisateur, plasticien et écrivain américain
- 2012 : Manoel de Oliveira, réalisateur portugais
- 2012 : Wang Bing, cinéaste chinois
- 2011 : Elena Poniatowska, écrivaine et journaliste franco-mexicaine
- 2011 : Tomás Segovia, écrivain et traducteur mexicain
- 2011 : Vann Nath, peintre, artiste, écrivain et défenseur des droits de l'homme cambodgien
- 2011 : Rithy Panh, réalisateur, producteur, scénariste, monteur, acteur et écrivain franco-cambodgien
- 2009 : Homi Bhabha, théoricien des études post-coloniales indo-américain
- 2009 : Jean Ziegler, sociologue suisse et rapporteur spécial pour le droit à l’alimentation du Conseil des Droits de l’homme à l’ONU
- 2006 : Abdou Diouf, secrétaire général de la francophonie (OIF), ancien président du Sénégal
- 2005 : Nelson Mandela, ancien président d'Afrique du Sud
- 2005 : Boubacar Joseph Ndiaye, conservateur du musée de Gorée (Sénégal)
- 2005 : Jordi Pujol, homme politique espagnol, ancien président de la Generalitat de Catalunya
- 2005 : Miguel Ángel Estrella, pianiste et ambassadeur de la République argentine auprès de l'UNESCO
- 2004 : Antanas Mockus, mathématicien, épistémologue et homme politique colombien
- 2004 : Cornel West, philosophe américain, spécialiste des religions et des African-American studies
- 2003 : Marilena de Souza Chaui, philosophe et écrivaine brésilienne
- 1999 : Barbara Hendricks, artiste lyrique américaine et suédoise, conseillère auprès de l'UNESCO, ambassadrice auprès du HCR des Nations unies
- 1998 : Humberto Giannini, philosophe et écrivain chilien
- 1997 : Shigehiko Hasumi, critique de cinéma japonais et chercheur en littérature française
- 1997 : Youssef Chahine, réalisateur, acteur, scénariste et producteur égyptien
- 1997 : Jürgen Habermas, philosophe et sociologue allemand
- 1997 : Richard Rorty, philosophe américain
- 1996 : Howard Saul Becker, sociologue américain
- 1996 : Emmanuel Nunes, compositeur portugais
- 1996 : Ibrahim Rugova, écrivain et ancien président du Kosovo
- 1991 : Jurij Lotman, président de l'université de Tartu (Estonie)
- 1983 : Lech Walesa, syndicaliste et ancien président de la république de Pologne

### Prix et bourse Édouard-Glissant
L'université Paris 8, avec le soutien de RFO, de la Maison de l'Amérique latine, de l’Institut du Tout-Monde, et de l'Agence universitaire de la Francophonie (AUF), a créé en 2002 un « prix Édouard-Glissant », pour honorer une œuvre artistique marquante de notre temps selon les valeurs poétiques et politiques d'Édouard Glissant (la poétique du divers, le métissage et toutes les formes d’émancipation).
Une « Bourse Édouard-Glissant » a été créée en 2004. D’un montant de 5 000 €, elle est attribuée chaque année à un·e doctorant·e sélectionné·e sur appel à candidatures (dossier et entretien avec le jury), qui présente un projet de recherche sur le thème de la diversité culturelle, du partage des savoirs et la pluralité des expériences de pensée, dans l’esprit des travaux d’Édouard Glissant, et qui mène si possible des travaux de façon itinérante dans des environnements culturels différents.
- 2019. Patrick Chamoiseau, écrivain
- 2017. Jacques Coursil, musicien et linguiste
- 2015. Claudio Magris, écrivain
- 2014. Keivan Djavadzadeh-Amini pour son projet de thèse sur la musique populaire noire, les discours contre-hégémoniques et les représentations de soi
- 2013. Anis Fariji pour son projet de thèse sur la question de la modernité dans la musique d’art arabe contemporain, ainsi que Gonzalo Yanez Quiroga pour son projet de thèse sur le divers en exil, la relation et la rencontre confidentielle, l’oralité, les décolonisations poétiques et nouvelles articulations du commun
- 2012. Hiroshi Matsui, doctorant, pour son projet de thèse « Deux cartographies de la relation (Aimé Césaire, Kateb Yacine, Edouard Glissant) »
- 2011. Alberto Bejarano (né en 1980), doctorant de philosophie sur « Roberto Bolaño et le langage du mal »
- 2010. Joanna Malina, doctorante en Littératures française et francophone sur les « Littératures francophones et didactique du FLE : une expérience du tout monde dans la formation universitaire des romanistes en Europe centrale et orientale »
- 2009. Laura Joseph-Henri, doctorante en science politique sur « Les discours de l’identité noire au Brésil : espaces, temps et appartenances »
- 2008. Aliocha Wald Lasowski, doctorant en Littératures française et francophone sur la « Poétique de la ritournelle »
- 2007. Yann Vigile Hoareau (né en 1980), doctorant en psychologie cognitive
- 2006. Myriam Paris, pour son travail de recherche sur les femmes dans la trame coloniale.
- 2004. Letizia Capannini, doctorante en architecture.

## Controverses
En 2021, l'université Paris 8 fait l'objet de plusieurs alertes concernant sa gestion, occasionnant des soupçons de malversations financières. Les agents incriminés sont aussi soupçonnés d'avoir sanctionné le lanceur d'alerte qui a révélé les faits et qui a porté plainte avec le soutien de l'association anti-corruption Anticor et de la Maison des lanceurs d'alerte. Par un arrêt du 15 décembre 2023, la Cour administrative d'appel de Paris a statué et levé toute suspicion à l'encontre de l'université Paris 8 et n'a pas fait droit aux conclusions de la partie requérante.